# Proneomenia bulbosa
Proneomenia bulbosa is een Solenogastressoort uit de familie van de Proneomeniidae. De wetenschappelijke naam van de soort is voor het eerst geldig gepubliceerd in 2009 door García-Alvarez, Zamarro & Urgorri.